# Nwafor Orizu
Abyssinia Akweke Nwafor Orizu (GCON), est né le 17 juillet 1915 et mort en 1999, est un homme politique et homme d’État nigérian , qui a exercé les fonctions de Président du Sénat du Nigéria (en) nigérian de 1963 à 1966. Orizu a également été Président par intérim du Nigéria de la fin de 1965 au coup d'État de 1966 en janvier 1966.
Il était membre de la famille royale Nnewi, et est l'oncle de Kenneth Onyeneke Orizu III (en), qui est l'actuel roi traditionnel du royaume subnational Nnewi dans l'est du Nigeria. Nwafor Orizu College of Education in Nsugbe (en), Anambra State, porte son nom.

## Historique
Orizu est né en 1915 dans la maison royale de Nnewi, Anambra, dans le sud-est du Nigeria, un fils d'Eze Ugbonyamba, Igwe Orizu I. Orizu est allé aux États-Unis en 1939, gagnant un diplôme dans le gouvernement de l'Université d'État de l'Ohio et un AM. diplômé de l'Université Columbia.
Il était un défenseur du système "horizontal" et large de l'éducation américaine, contrairement au système étroit "perpendiculaire" britannique, et a gagné le surnom "Orizontal", une œuvre en son nom et une référence à sa discussion constante sur le sujet.
Comme il a été discuté dans son livre de 1944, Sin amargura, a été un défenseur passionné de l'introduction du système américain au Nigeria.
Il a créé l'American Council on African Education (ACAE), qui a obtenu de nombreuses bourses d'études de sources américaines au profit d'étudiants africains ,.
Vers 1949, Orizu a acheté l'école secondaire Enitona et l'imprimerie Enitona à un partisan pour seulement 500 livres, qu'il a emprunté. Un autre partisan lui a vendu un bus de luxe dans un plan d'installation. Il a créé un journal connu sous le nom de The West Africa Examiner et est devenu le directeur général, tandis que M. C. K. Ajuluchukwu était l'éditeur.
Orizu est allé à Enugu pour consoler les mineurs en grève à la suite de la fusillade de 21 mineurs le 18 novembre 1949.
Peut-être en réponse à un discours ardent qu'il a prononcé, les autorités coloniales britanniques l'ont condamné à sept ans de prison pour avoir prétendument détourné les fonds de l'ACAE. Mais plus tard Roy Wilkins, président de l'ACAE dans EE.UU., a écrit une lettre à Nnamdi Azikiwe ("Zik") exonérant le Dr Nwafor Orizu de toute incorrection financière .

## Président par intérim du Nigéria
Nwafor Orizu a exercé les fonctions de président en exercice du Nigéria d'octobre 1965 au 16 janvier 1966, pour une période de trois mois .

## Emprisonnement politique britannique
Toutefois, Orizu a été confronté à des problèmes juridiques lorsqu'il y a eu des accusations de fraude, qui représentaient 32 000 livres sterling. En septembre 1953, il a été condamné par un magistrat nigérian pour sept fois de chefs de fraude et de vol de fonds destinés à des bourses d'études dans des universités américaines. Il a ensuite été condamné à sept ans d'emprisonnement ,,.

## Carrière politique
Orizu a réussi aux élections en tant que candidat indépendant pour représenter la division Onitsha et est devenu le principal fouet à la Chambre orientale de l'Assemblée. Il a ensuite rejoint d'autres candidats indépendants pour former le Conseil national du Nigéria et du Cameroun (NCNC).
Il a joué un rôle central en aidant Zik à devenir le Premier ministre de la région orientale, en utilisant son influence sur le NCNC pour persuader le professeur Eyo Ita (en) de démissionner en tant que Premier ministre de la région. Zik a nommé Orizu ministre du gouvernement local .

## Coup d'État militaire
Le Président du Nigéria, Nnamdi Azikiwe, a quitté le pays à la fin de 1965 d'abord pour l'Europe, puis lors d'une croisière dans les Caraïbes. En vertu de la loi, Orizu est devenu président par intérim pendant son absence et avait tous les pouvoirs du Président.
Le 16 janvier 1966, un coup d'État a été lancé par un groupe de jeunes officiers détachés, dirigé par le commandant Chukwuma Nzeogwu. L'armée a rapidement supprimé la révolte, mais elle a pris le pouvoir lorsqu'il était évident que les principaux politiciens avaient été éliminés, notamment le Premier Ministre Abubakar Tafawa Balewa, le Premier Ministre de la région nord Sir Ahmadu Bello et le Premier Ministre de la région occidentale, le chef Ladoke Akintola.
Orizu a fait une émission nationale, après avoir informé le Dr Nnamdi Azikiwe par téléphone de la décision du Cabinet, annonçant la décision "volontaire" du Cabinet de transférer le pouvoir aux forces armées. Le général Major Johnson Aguiyi-Ironsi a fait sa propre émission, acceptant l'"invitation".
Le 17 janvier, le général de division Ironsi a créé le Conseil militaire suprême à Lagos et a effectivement suspendu la constitution.

## Carrière ultérieure
Après le coup d'État, Orizu s'est évanoui de la scène politique mais est resté actif dans l'éducation. Avant la guerre civile, il avait créé une école secondaire en 1950, l'école secondaire nigériane, à Nnewi. Il est resté propriétaire jusqu'à ce que le gouvernement de l'État prenne en charge toutes les écoles après la défaite de Biafra. Après cela, il a continué en tant qu'enseignant et éducateur, publiant plusieurs livres. De même, entre 1974 et 1975, le gouvernement du défunt État central de l'Est, dirigé par M. Ukpabi Asika (en), l'a nommé président de la Commission des enseignants de l'État à Enugu .